# 증류탑

분별 증류 실험실 장치

증류탑(蒸溜塔, 영어: fractionating column)은 휘발성의 차이에 따라 혼합물을 구성 부분 또는 분획으로 분리하기 위해 액체 혼합물의 증류에 사용되는 필수적인 물건이다. 증류탑은 대규모 산업 증류뿐만 아니라 소규모 실험실 증류에도 사용된다.

## 실험실의 증류탑
실험실 증류탑은 휘발성이 가까운 액체 화합물의 기화된 혼합물을 분리하는 데 사용되는 유리 제품이다. 증류탑은 라울의 법칙에 따라 혼합된 증기가 냉각, 응축 및 다시 기화되도록 함으로써 혼합물을 분리하는 데 도움이 된다. 각각의 응축-증발 사이클을 통해 증기는 특정 성분이 풍부해진다. 더 큰 표면적은 더 많은 주기를 허용하여 분리를 향상시킨다. 압축 증류탑의 근거이다.
일반적인 분별 증류에서는 액체 혼합물이 증류 플라스크에서 가열되고 생성된 증기가 증류탑 위로 올라간다(그림 1 참조). 증기는 탑 내부의 유리 스퍼(glass spur)에서 응축되고 상승하는 증류 증기를 환류하면서 증류 플라스크로 되돌아간다. 가장 뜨거운 트레이는 탑 하단에 있고 가장 차가운 트레이는 상단에 있다. 정상 상태 조건에서 각 트레이의 증기와 액체는 평형에 도달한다. 가장 휘발성이 높은 증기만이 맨 위까지 가스 형태로 남아 있으며, 응축기를 통과하여 액체 증류액으로 응축될 때까지 증기를 냉각시킨다. 더 많은 트레이를 추가하면 분리를 향상시킬 수 있다.(열, 흐름 등의 실질적인 제한)

## 같이 보기
- 유리기구
- 증기 증류
- 감압 증류
- 분별 증류